# Bùi Anh Tuấn (liệt sĩ)
Anh hùng Liệt sĩ Bùi Anh Tuấn (1953 -1973) Dũng sĩ diệt 6 máy bay Mỹ ngụy, Anh hùng lực lượng vũ trang nhân dân.

## Thân Thế
Anh hùng Bùi Anh Tuấn sinh năm 1953, dân tộc Kinh, quê ở Thượng Trưng, huyện Vĩnh Tường, tỉnh Vinh Phúc. Trong gia đình có 2 anh em hi sinh trong cuộc kháng chiến chống Mỹ. Liệt sĩ Bùi Anh Tuấn và Liệt sĩ Bùi Minh Tiến.
Nhà nước đã phong tặng bà mẹ Việt Nam Anh hùng Trần Thị Sáo.

## Binh nghiệp thành tích
- Ngày 25 tháng 5 năm 1972 Trận địa đơn vị tại thị xã Xuân Lộc Bùi Anh Tuấn bắn hạ tại chỗ 1 máy bay C-130, lập công đầu cho Đại đội, gây khí thế phân khởi tin tưởng vào loại vũ khí mới.
- Ngày 9 tháng 9 năm 1972, địch cho 5 máy bay lên thẳng đến đổ quân lần thứ tư ở xã Nhị Bình (huyện Châu Thành, tỉnh Mỹ Tho cũ) đồng chí đã mưu trí, táo bạo bố trí trận địa ngay giữa cánh đồng trông, bất ngờ phóng một quả đạn, hạ tại chỗ 2 chiếc trực thăng, diệt 30 tên địch trên máy bay, bắt sống 4 tên.
- Ngày 27 tháng 1 năm 1973, với tinh thần cảnh giác cao đồng chí Bùi Anh Tuấn phóng một quả đạn, bắn rơi tại chỗ chiếc máy bay L 19, diệt một tên đại tá nguỵ đang quan sát đường 18 (Cai Lậy - bắc Mỹ Tho) trong cuộc hành quân lấn chiếm của chúng trước khi Hiệp định Pa-ri có hiệu lực.
- Thành tích đặc biệt xuất sắc Bùi Anh Tuấn bằng 5 quả đạn đã băn rơi 6 máy bay trong đó có một chiếc máy bay CH- 47 chở 41 sĩ quan Mỹ nguỵ từ Mỹ Tho đi Gò Công (có 1 chuẩn tướng Mỹ, 1 thiếu tướng nguỵ).
- Ngày 10 tháng 3 năm 1973, đồng chí Bùi Anh Tuấn trong khi đang đưa đồng đội bị thương vượt kênh thì bị trúng hỏa lực từ trực thăng địch và hy sinh. Đồng chí đã để lại tấm gương sáng về lòng yêu nước và tinh thần quyết chiến quyết thắng.
- Ngày 6 tháng 11 năm 1978, đồng chí được Đảng và Nhà nước truy tặng danh hiệu Anh hùng lực lượng vũ trang nhân dân.

## Vinh danh - Khen thưởng
Anh hùng lực lượng vũ trang nhân dân
Nhiều huân huy chương chiến công 

## Ghi Chú
Đồng đội A72 được nhà nước Phong tặng, Truy tặng Anh hùng LLVT Nhân Dân:
Anh hùng đại đội 3 tiểu đoàn 172
- Bùi Anh Tuấn
- Trần Văn Xuân
- Phan Kim Kỳ
- Hoàng Văn Quyết
- Nguyễn Ngọc Chiến
- Nguyễn Văn Thoa
- Nguyễn Quang Lộc

Anh hùng đại đội 4 tiểu đoàn 172
- Vũ Danh Tòng
- Nguyễn Văn Toản
- Trần Quang Thắng

## Liên kết
- Những người vợ - những anh hùng
- Tên lửa "Mũi tên xanh" bí mật của PK Việt Nam lập kỳ tích diệt máy bay Mỹ: Chuyên gia LX không thể tin
- Những chiến công huyền thoại của Tiểu đoàn 172